# Kamerun na Letnich Igrzyskach Paraolimpijskich 2012
Kamerun na Letnich Igrzyskach Paraolimpijskich 2012 w Londynie reprezentował 1 zawodnik.
Dla reprezentacji Kamerunu występ na Letnich Igrzyskach Paraolimpijskich 2012 w Londynie był debiutem w imprezie sportowej tej rangi.
Jedynym reprezentantem Kamerunu na tegorocznej paraolimpiadzie był Conrat Atangana specjalizujący się w podnoszeniu ciężarów.

## Kadra

### Podnoszenie ciężarów
Mężczyźni
| Zawodnik        | Konkurencja | Wynik | Poz. |
| --------------- | ----------- | ----- | ---- |
| Conrat Atangana | -56kg       | 155   | 9.   |